# خط طول 173° غرب
خط طول 173° غرب هو أحد خطوط الطول الجغرافية، والتي تمتد من القطب الشمالي الجغرافي إلى القطب الجنوبي الجغرافي، وحسب التحويل الزمني يتأخر خط طول 173° غرب عن خط غرينتش بـ11 ساعة و32 دقيقة.

## من القطب إلى القطب
ينطلق خط طول 173° غرب من القطب الشمالي نحو القطب الجنوبي مرورا بالمناطق التي ترد في الجدول التالي:
| الإحداثيات                           | البلد أو الإقليم أو البحر | ملاحظات                                                                      |
| ------------------------------------ | ------------------------- | ---------------------------------------------------------------------------- |
| 90°0′N 173°0′W / 90.000°N 173.000°W  | المحيط المتجمد الشمالي    |                                                                              |
| 71°48′N 173°0′W / 71.800°N 173.000°W | بحر تشوكشي                |                                                                              |
| 67°3′N 173°0′W / 67.050°N 173.000°W  | روسيا                     | أوكروغ تشوكوتكا الذاتية — شبه جزيرة تشوكشي                                   |
| 64°15′N 173°0′W / 64.250°N 173.000°W | بحر بيرنغ                 |                                                                              |
| 60°34′N 173°0′W / 60.567°N 173.000°W | الولايات المتحدة          | ألاسكا — St. Matthew Island                                                  |
| 60°29′N 173°0′W / 60.483°N 173.000°W | بحر بيرنغ                 |                                                                              |
| 52°6′N 173°0′W / 52.100°N 173.000°W  | الولايات المتحدة          | ألاسكا — Amlia Island                                                        |
| 52°5′N 173°0′W / 52.083°N 173.000°W  | المحيط الهادئ             | مرورا بغرب the جزيرة سافاي, ساموا (في 13°31′S 172°48′W / 13.517°S 172.800°W) |
| 60°0′S 173°0′W / 60.000°S 173.000°W  | المحيط الجنوبي            |                                                                              |
| 78°28′S 173°0′W / 78.467°S 173.000°W | القارة القطبية الجنوبية   | منطقة روس, المطالب الإقليمية بالقارة القطبية الجنوبية by نيوزيلندا           |